# Море Космонавтов
Мо́ре Космона́втов — окраинное море Индийского сектора Южного океана у берегов Восточной Антарктиды, между Землёй Эндерби и морем Рисер-Ларсена, от которого отделено подводным хребтом Гуннерус. Площадь 699 тыс. км². Глубина до 4798 м. Постоянно покрыто дрейфующими льдами, много айсбергов.
Названо в 1962 году участниками Советской Антарктической экспедиции в честь первых советских космонавтов.
На берегу работают научные станции:
- российская станция Молодёжная,
- японская станция Сёва,
- Белорусская антарктическая станция.

Расположенный в море Космонавтов остров Ильина (67°31′ ю.ш., 47°45′ в.д.) назван по фамилии штурмана шлюпа «Мирный» Никиты Дмитриевича Ильина (1790—?), остров открыт и нанесён на карту в 1957 году Советской Антарктической экспедицией, название присвоено не позже 1959 года.